# Nivkhe du Nord
Le nivkhe du Nord est une langue éteinte hypothétique apparentée au nivkhe qui serait responsable d'un substrat dans les langues youkaguires, les langues toungouses septentrionales, le iakoute, les langues eskimos de Sibérie et les langues tchoukotko-kamtchatkiennes.

## Histoire de l'hypothèse
L'existence de cette langue n'est pas prouvée avec certitude. Cette théorie provient à l'origine d'une base de données lexicales non publiée d'Oleg Mudrak (ru). Le linguiste Peter Sauli Piispanen s'en sert comme base pour supposer l'existence de cette langue et trouve d'autres emprunts. Sergeï L. Nikolaev (en) considère qu'il peut être en partie reconstruit.

## Classification
Selon le linguiste Sergeï L. Nikolaev, le nivkhe du Nord aurait fait partie d'une « sous-famille nivkhe septentrionale », qui s'opposerait alors à la « sous-famille nivkhe méridionale » qui comprendrait le nivkhe de l'Amour et de Sakhaline, soit les deux variétés encore vivantes actuellement, le tout groupé dans une famille de langues nivkhes.
Toujours selon lui, les langues nivkhes sont apparentées aux langues algiques au sein d'un phylum « nivkhe-algique », elle-même apparentée aux langues wakashiennes et chimakuanes dans un macro-phylum « algonquien-wakashien ».
Néanmoins, ces phylums et macro-phylums ne sont pas reconnus par la plupart des linguistes et les quatre familles sus-citées sont ainsi généralement considérées comme indépendantes, y compris le nivkhe.

## Comparaison lexicale
Le nivkhe du Nord aurait laissé plusieurs emprunts dans plusieurs langues de Sibérie nord-orientale. Le tableau ci-dessous a pour but de les énumérer avec une comparaison avec le proto-amourique (aussi appelé proto-nivkhe), faute de reconstructions en nivkhe du Nord.
| Proto-amourique                                                                                       | Langues youkaguires                                  | Langues youkaguires                                 | Langues youkaguires         | Langues toungouses | Langues toungouses                                 | Langues eskimo-aléoutes                          | Langues tchoukotko-kamtchatkiennes                      | Langues tchoukotko-kamtchatkiennes | Langues turciques | Commentaire | Référence |
| Proto-amourique                                                                                       | Proto-youkaguir                                      | Youkaguir de la Kolyma                              | Youkaguir de la toundra     | Proto-toungouse    | Évenki/évène                                       | Proto-eskimo                                     | Proto-tchoukotko-kamtchatkien                           | Tchouktche                         | Iakoute           | Commentaire | Référence |
| --- | ---------------------------------------------------- | --------------------------------------------------- | --------------------------- | ------------------ | -------------------------------------------------- | ------------------------------------------------ | ------------------------------------------------------- | ---------------------------------- | ----------------- | --- | --------- |
| *kheŋ- ‘soleil’                                                                                       | *kininćə ‘lune’, *kinʒə- ‘lune, bouche’              |                                                     |                             |                    |                                                    |                                                  |                                                         |                                    |                   | L'origine nivkhe du mot en youkaguir est incertaine. En effet, elle pourrait être un cognat du proto-ouralien *kuŋe en tant que *kuŋe-nćə, qui serait alors une forme suffixée. | ,         |
| *loŋ- ‘lune’                                                                                          | *jäloⁿ:ʒə ‘soleil’                                   | jel’oːd’ə ‘soleil’, jeːl’ə- ‘boullir (intransitif)’ |                             |                    | évenki : loŋǯama ‘croissant de lune’               |                                                  |                                                         |                                    |                   | Une origine plus probable pour le mot en youkaguir serait d'être un possible cognat au proto-ouralien *jelä ‘lumière, soleil, jour’, bien qu'une dérivation sémantique comme celle-ci serait possible. En revanche, le mot en évenki serait bien un emprunt au nivkhe du Nord. | ,         |
| *vic ‘corps’                                                                                          | *wiʒie ‘corps’                                       |                                                     |                             |                    |                                                    |                                                  |                                                         |                                    |                   | | [ 6 ]     |
| *tək-ń ‘griffe, ongle’                                                                                | *tuk-nə- ‘ongle’                                     |                                                     |                             |                    |                                                    |                                                  |                                                         |                                    |                   | | [ 7 ]     |
| | *niwə- ‘nuage’                                       |                                                     |                             |                    |                                                    |                                                  |                                                         |                                    |                   | | [ 7 ]     |
| *ləkrɨ- ‘rafraichir’                                                                                  | *ĺerkə-(~ j-) ‘frissonner’                           |                                                     |                             |                    |                                                    |                                                  |                                                         |                                    |                   | | [ 7 ]     |
| *qoŋ-ɢ-r ‘vert’                                                                                       | *qomo- ‘vert’                                        |                                                     |                             |                    |                                                    |                                                  |                                                         |                                    |                   | | [ 8 ]     |
| *qala ‘vert, non mûr’                                                                                 | *qola(~ k) ‘vert, jaune’                             |                                                     |                             |                    |                                                    |                                                  |                                                         |                                    |                   | | [ 8 ]     |
| *təmk ‘main, bras’                                                                                    | *θirqa ‘main, doigt, patte, plante [de pied]’        |                                                     |                             |                    |                                                    |                                                  |                                                         |                                    |                   | | [ 8 ]     |
| *pix, *pixt- ‘genou’                                                                                  | *poɣoði(~ ɔ) ‘genou’                                 |                                                     |                             |                    |                                                    |                                                  |                                                         |                                    |                   | | [ 9 ]     |
| *tju-ř ‘viande’                                                                                       | *cuːl ‘viande’                                       |                                                     |                             |                    |                                                    |                                                  |                                                         |                                    |                   | | [ 5 ]     |
| *chu-ř-, *chi-ř- ‘nouveau’                                                                            | *cirov- ‘nouveau’                                    |                                                     |                             |                    |                                                    |                                                  |                                                         |                                    |                   | | [ 5 ]     |
| *vizlɨx(~-řl-) ‘racine’                                                                               | *waðiụluː ‘racine’                                   |                                                     |                             |                    |                                                    |                                                  |                                                         |                                    |                   | Une plus ancienne forme en proto-amourique ressemblait peut-être à *weʒlibəx-, qui serait un cognat du proto-algique *(wʔe)dlayepi:t(a)k- selon Nikolaev (2015). | [ 10 ]    |
| *ńu- ‘regarder’, *ń-řɨ- ‘voir, trouver’, *ńa-χ ‘œil’, *ńi-saχ ‘larmes’, *ń-xɨr ‘cils’, *ńi-t- ‘viser’ | *nu(ɣ)ə- ‘voir, trouver’, *nojdi- ‘regarder, garder’ |                                                     |                             |                    |                                                    |                                                  |                                                         |                                    |                   | | [ 10 ]    |
| *thiv- ‘s'asseoir’                                                                                    | *θaɣa-(~ ɔ, v) ‘s'asseoir’                           |                                                     |                             |                    |                                                    |                                                  |                                                         |                                    |                   | | [ 4 ]     |
| *mrə- ‘nager, se baigner’                                                                             | *mör(i)- ‘nager’                                     |                                                     |                             |                    |                                                    |                                                  |                                                         |                                    |                   | | [ 4 ]     |
| *ŋəki ‘queue’                                                                                         | *ĺaqi-l, *l- ‘queue des animaux’                     |                                                     |                             |                    |                                                    |                                                  |                                                         |                                    |                   | | [ 4 ]     |
| *mi-, *me- ‘deux’                                                                                     | *mäːl- ‘deux’, maːlə                                 | maːlǝγul'ǝlgǝ ‘environ, autour’                     | maala- ‘deux côtés opposés’ |                    |                                                    | *maləʁu- (-*(r)i-) ‘deux, paire’, *malruγ ‘deux’ |                                                         |                                    |                   | Selon Nikolaev (2015), la forme proto-eskimo pourrait être un emprunt aux langues wakashiennes. Le proto-aléoute *a(ː)lax ‘deux’ serait un parallèle géographique avec les langues wakashiennes et chimakuanes. En revanche, selon Piispanen (2019), les formes youkaguires sont des emprunts aux formes eskimos qui seraient elles-mêmes des emprunts au nivkhe du Nord.                                            | ,         |
| *ma- ‘proche’                                                                                         | *mi(ä)-kə ‘proche’                                   |                                                     |                             |                    |                                                    |                                                  |                                                         |                                    |                   | | [ 13 ]    |
| *la ‘vent’                                                                                            | *ilĳə- ‘vent’                                        |                                                     |                             |                    |                                                    |                                                  | *ʔələwəl ‘souffle du vent, vent’                        |                                    |                   | La forme proto-tchoukotko-kamtchatkienne serait un emprunt au proto-algique *loːyew- ‘souffler, venter’. | [ 14 ]    |
| *kɨlaŋa ‘serpent’, *chŋa ‘vipère’                                                                     | *kölniʒə- ‘ver, chenille’                            |                                                     |                             |                    |                                                    |                                                  |                                                         |                                    |                   | La première forme proto-amourique serait un emprunt aux langues salishennes. Ce mot semble être commun à d'autres langues extrême-orientales, comme en proto-toungouse *kulīn ‘ver, serpent’ ou en proto-coréen *kùrjə̀ŋí ‘vipère’. | [ 15 ]    |
| *-vasq ‘moitié, membre d'une paire’, *hutɨ ‘milieu’                                                   | *ködi-(ðə-) ‘intérieur, au milieu’                   |                                                     |                             |                    |                                                    |                                                  | *kʷaśqɔ(~-šq-) ‘autre, deux’, *ɡut-nu- ‘milieu, moitié’ |                                    |                   | La première forme proto-tchoukotko-katchatkienne serait un emprunt au proto-wakashien *qakc’a ‘autre, suivant’, tandis que la deuxième serait un emprunt au proto-amourique par le biais du nivkhe du Nord, comme montré par la forme en proto-youkaguir. | [ 16 ]    |
| *ŋ-əvi ‘nid’                                                                                          | *avụð ‘nid, tanière’                                 |                                                     |                             |                    |                                                    |                                                  | *ʔəw ‘couvée, nid’                                      |                                    |                   | | [ 17 ]    |
| *hemi ‘tempe’                                                                                         | *qami(~k-) ‘arrière de la tête’                      |                                                     |                             |                    |                                                    |                                                  | *q’emi ‘sommet de la tête, cheveux’                     |                                    |                   | La forme proto-tchoukotko-kamtchatkienne serait un emprunt au proto-salishen *q’ʷum ‘tête, crâne, cheveux’. | [ 17 ]    |
| | *mal-ʒə ‘baie’                                       |                                                     |                             |                    |                                                    |                                                  | *ʔəməʟe ‘baies, fruits comestibles’                     |                                    |                   | La forme proto-tchoukotko-kamtchatkienne serait un emprunt au proto-wakashien septentrional *mał ‘fruit’, *məl-k- ‘baie’. | [ 18 ]    |
| | *möncə ‘pouvoir spirituel’                           |                                                     |                             |                    |                                                    |                                                  | *niń-Rit ‘divinité païenne’                             |                                    |                   | La forme proto-tchoukotko-kamtchatkienne serait un emprunt au proto-salishen *naʔm ‘shaman’. | [ 19 ]    |
| *cham-ŋ ‘aigle’                                                                                       | *comə-(~-ɔ-) ‘corbeau’                               |                                                     |                             |                    |                                                    |                                                  | *šilmə ‘aigle’                                          |                                    |                   | La forme proto-amourique provient peut-être des formes *khlaŋw puis *khjam-, de même sens. | [ 19 ]    |
| *vəlki ‘chaîne’, *vəcx(~ɨ) ‘fer de lance ou de flèche’, *vəc ‘métal’, *vəcu ‘forger’                  | *waqcə- ‘lame’                                       |                                                     |                             |                    |                                                    |                                                  | *pɔlkʷɔ- ‘métal (fer, cuivre)’                          |                                    |                   | Les formes amouriques seraient un emprunt du proto-na-dené *wigšə ‘roche, pierre aiguisée’, qui auraient ensuite peut-être donné la forme proto-tchoukotko-kamtchatkienne. | [ 20 ]    |
| *cin’ɣ ‘tibia’                                                                                        | *simije ‘menton’ (vieux youkaguir)                   |                                                     |                             |                    |                                                    |                                                  |                                                         |                                    | seŋije ‘menton’   | Selon Piispanen, la forme nivkhe du Nord aurait donné la forme iakoute, qui aurait donné la forme en vieux youkaghir par la suite. | [ 21 ]    |
| *khǝlmř ‘nombril’                                                                                     |                                                      | kiolaka ‘nombril’                                   | kuolekee ‘nombril’          | *xulŋu- ‘nombril’  | évène : köːleke~köːlen ‘nombril, cordon ombilical’ | *qaɫaci-~*qacaɫǝʁ ‘nombril’                      | *kinŭ ‘nombril, peau du ventre’                         | kíl’ ‘nombril’                     |                   | Ce mot est un Wanderwort dont l'origine serait peut-être le nivkhe du Nord. Il est également présent en proto-turcique (qui aurait donné la forme en proto-samoyède et en proto-mongolique), en itelmène, en proto-coréen et, pour une raison inconnue, en mari. La forme en proto-indo-européen est peut-être une coïncidence. Les formes en youkaguir auraient donné la forme en tchouktche et peut-être en évène. | [ 22 ]    |

Le nivkhe du Nord n'aurait pas été la seule langue désormais éteinte à laisser des emprunts en proto-youkaguir : une forme de tchouktche en aurait aussi donné.